# Trường Đại học Công nghệ Thông tin, Đại học Quốc gia Thành phố Hồ Chí Minh
Trường Đại học Công nghệ Thông tin (tiếng Anh: University of Information Technology – UIT) là một trung tâm hàng đầu về nghiên cứu khoa học và chuyển giao công nghệ về công nghệ thông tin – truyền thông, được xếp vào nhóm trường đại học trọng điểm quốc gia và là thành viên của Đại học Quốc gia Thành phố Hồ Chí Minh. Đây cũng là trường đại học trọng điểm về đào tạo lĩnh vực An toàn thông tin của cả nước, từng đạt nhiều thành tích cao trên đấu trường quốc tế. Thành lập theo Quyết định số 134/2006/QĐ-TTg ngày 8 tháng 6 năm 2006 của Thủ tướng Chính phủ.

## Lịch sử
Tiền thân của Trường Đại học Công nghệ Thông tin là Trung tâm phát triển Công nghệ Thông tin được thành lập theo quyết định số 416/QĐ/ĐHQG/TCCB của giám đốc Đại học Quốc gia Thành phố Hồ Chí Minh vào ngày 28 tháng 11 năm 1998. Đến ngày 8 tháng 6 năm 2006, Trường Đại học Công nghệ Thông tin được thành lập theo Quyết định số 134/2006/QĐ-TTg của Thủ tướng Chính phủ trên cơ sở Trung tâm Phát triển Công nghệ Thông tin. Trung tâm ban đầu được tái thành lập vào tháng 7 và trở thành một trung tâm trực thuộc trường.
Hiệu trưởng đầu tiên của trường là giáo sư Hoàng Văn Kiếm, nguyên trưởng khoa Công nghệ thông tin của Trường Đại học Khoa học Tự nhiên. Khóa đầu tiên của trường được khai giảng vào tháng 10 cùng năm với khoảng 500 sinh viên cho 5 chuyên ngành học bao gồm Khoa học máy tính, Kỹ thuật máy tính, Công nghệ phần mềm, Mạng máy tính và truyền thông, Hệ thống Thông tin.
Ngày 8 tháng 6 năm 2016, Trường Đại học Công nghệ Thông tin long trọng tổ chức Lễ Kỷ niệm 10 năm thành lập và Đón nhận Huân chương Lao động hạng III

## Cơ cấu tổ chức
Cơ cấu tổ chức chính của Trường Đại học Công nghệ thông tin bao gồm:
- Hội đồng trường
- Ban giám hiệu
  - Hiệu trưởng
  - Các phó hiệu trưởng
- Các hội đồng tư vấn
  - Hội đồng Khoa học và đào tạo
  - Hội đồng Tuyển sinh
  - Hội đồng đảm bảo chất lượng giáo dục
- Các tổ chức Đảng, Đoàn, Công đoàn, ....
- Các phòng ban chức năng
- Các khoa, bộ môn
  - Khoa Khoa học máy tính
  - Khoa Công nghệ phần mềm
  - Khoa Kỹ thuật máy tính
  - Khoa Hệ thống thông tin
  - Khoa Mạng máy tính và truyền thông
  - Khoa Khoa học và Kỹ thuật Thông tin
  - Bộ môn Toán - Lý
  - Văn phòng các chương trình đặc biệt
- Phòng thí nghiệm và thư viện
  - Phòng Thí nghiệm Truyền thông Đa phương tiện
  - Phòng Thí nghiệm Hệ thống Thông tin
  - Phòng Thí nghiệm An toàn Thông tin
  - Thư viện
- Trung tâm
  - Trung tâm Phát triển Công nghệ Thông tin
  - Trung tâm Ngoại ngữ

## Đào tạo
Trường Đại học Công nghệ thông tin đào tạo cả 3 bậc Đại học, Thạc sĩ và Tiến sĩ.

### Đại học
Tính đến năm 2025 trường có tất cả 6 khoa với 13 ngành đào tạo đại học chính. Bên cạnh hình thức đào tạo đại trà, trường còn có một số ngành có hình thức đào tạo theo chương trình đặc biệt như chất lượng cao, chương trình tiên tiến hay liên kết với trường đại học quốc tế.
| Khoa                           | Ngành đào tạo                         | Hình thức đào tạo đặc biệt | Hình thức đào tạo đặc biệt | Hình thức đào tạo đặc biệt | Hình thức đào tạo đặc biệt | Hình thức đào tạo đặc biệt    |
| Khoa                           | Ngành đào tạo                         | CLC                        | Tiên tiến                  | Tài năng                   | Việt - Nhật                | Liên kết                      |
| ------------------------------ | ------------------------------------- | -------------------------- | -------------------------- | -------------------------- | -------------------------- | ----------------------------- |
| Khoa học máy tính              | Khoa học Máy tính                     | Có                         | Không                      | Có                         | Không                      | Đại học Birmingham City (Anh) |
| Khoa học máy tính              | Trí tuệ Nhân tạo                      | Không                      | Không                      | Không                      | Không                      |                               |
| Công nghệ phần mềm             | Kỹ thuật phần mềm                     | Có                         | Không                      | Không                      | Không                      |                               |
| Công nghệ phần mềm             | Truyền thông Đa phương                | Không                      | Không                      | Không                      | Không                      |                               |
| Kỹ thuật máy tính              | Kỹ thuật Máy tính                     | Có                         | Không                      | Không                      | Không                      | Đại học Newcastle (Úc)        |
| Kỹ thuật máy tính              | Thiết kế Vi mạch                      | Không                      | Không                      | Có                         | Không                      |                               |
| Hệ thống thông tin             | Hệ thống Thông tin                    | Có                         | Có                         | Không                      | Không                      |                               |
| Hệ thống thông tin             | Thương mại Điện tử                    | Có                         | Không                      | Không                      | Không                      |                               |
| Mạng máy tính và truyền thông  | Mạng máy tính và Truyền thông Dữ liệu | Có                         | Không                      | Không                      | Không                      | Đại học Birmingham City (Anh) |
| Mạng máy tính và truyền thông  | An toàn Thông tin                     | Có                         | Không                      | Không                      | Không                      | Đại học Birmingham City (Anh) |
| Khoa học và Kỹ thuật Thông tin | Công nghệ Thông tin                   | Có                         | Không                      | Không                      | Có                         |                               |
| Khoa học và Kỹ thuật Thông tin | Khoa học Dữ liệu                      | Không                      | Không                      | Không                      | Không                      |                               |

### Sau đại học
Tính đến năm 2024, trường đào tạo thạc sĩ cho năm ngành bao gồm Khoa học Máy tính, Công nghệ Thông tin, Hệ thống Thông tin, An toàn Thông tin, và Kỹ thuật Máy tính. Riêng hai ngành Khoa học máy tính và Công nghệ thông tin có đào tạo bậc tiến sĩ.

### Giảng viên
Đến 05/2021, toàn trường có 308 cán bộ viên chức, người lao động gồm 205 cán bộ giảng dạy, nghiên cứu và 103 chuyên viên, nhân viên. Đội ngũ giảng viên cơ hữu có trình độ sau Đại học chiếm 90.2% với 1 giáo sư, 6 phó giáo sư, 56 tiến sĩ, 122 thạc sĩ và 20 đại học tham gia trợ giảng.
Có khoảng 70 cán bộ giảng dạy tốt nghiệp tại các cơ sở giáo dục đào tạo uy tín ở ngoài nước.

## Lãnh đạo

### Hiệu trưởng qua các thời kỳ
| TT | Nhiệm kỳ | Nhiệm kỳ | Hiệu trưởng         | Học hàm     | Danh hiệu      | Chức vụ                                                          | Chức vụ                                                                | Nguồn       |
| TT | Từ       | Đến      | Hiệu trưởng         | Học hàm     | Danh hiệu      | Trước                                                            | Sau                                                                    | Nguồn       |
| -- | -------- | -------- | ------------------- | ----------- | -------------- | ---------------------------------------------------------------- | ---------------------------------------------------------------------- | ----------- |
| 1  | 2006     | 2011     | Hoàng Văn Kiếm      | Giáo sư     | Nhà giáo Ưu tú | Trưởng khoa Công nghệ thông tin Trường Đại học Khoa học tự nhiên | Chủ tịch Hội đồng Chức danh giáo sư Nhà nước ngành Công nghệ thông tin | [ 7 ] [ 8 ] |
| 2  | 2011     | 2016     | Dương Anh Đức       | Phó Giáo sư | Nhà giáo Ưu tú | Phó hiệu trưởng Trường Đại học Khoa học tự nhiên                 | Phó Chủ tịch Ủy ban nhân dân Thành phố Hồ Chí Minh                     | [ 9 ]       |
| 3  | 2017     | nay      | Nguyễn Hoàng Tú Anh | Phó Giáo sư |                | Phó hiệu trưởng, Bí thư Đảng bộ                                  |                                                                        |             |

### Phó hiệu trưởng qua các thời kỳ
| TT | Nhiệm kỳ | Nhiệm kỳ | Hiệu phó                   | Học hàm     | Danh hiệu | Chức vụ                       | Chức vụ | Nguồn |
| TT | Từ       | Đến      | Hiệu phó                   | Học hàm     | Danh hiệu | Trước                         | Sau | Nguồn |
| -- | -------- | -------- | -------------------------- | ----------- | --------- | ----------------------------- | --- | ----- |
| 1  | 2006     | 2007     | Trần Thị Hồng              | Phó Giáo sư |           |                               | |       |
| 2  | 2006     | 2014     | Trần Vĩnh Phước            | Phó Giáo sư |           |                               | |       |
| 3  | 2008     | 2013     | Dương Tôn Đảm              |             |           |                               | |       |
| 4  | 2009     | 2012     | Đỗ Phúc                    | Phó Giáo sư |           |                               | |       |
| 5  | 2012     | 2016     | Đinh Đức Anh Vũ            | Phó Giáo sư |           |                               | - Trưởng ban Đào tạo Đại học, Đại học Quốc gia TP.HCM - Phó Hiệu trưởng Trường Đại học Quốc tế, Đại học Quốc gia TP.HCM |       |
| 6  | 2013     | 2017     | Nguyễn Hoàng Tú Anh        | Phó Giáo sư |           |                               | Hiệu trưởng |       |
| 7  | 2014     | 2020     | Vũ Đức Lung                | Phó Giáo sư |           | Trưởng khoa Kỹ thuật Máy tính | Chủ tịch Hội đồng trường, Bí thư Đảng bộ                                                                                |       |
| 8  | 2017     | nay      | Nguyến Tấn Trần Minh Khang |             |           |                               | |       |
| 9  | 2020     | nay      | Nguyễn Lưu Thùy Ngân       | Phó Giáo sư |           | Trưởng phòng Đào tạo Đại học  | |       |

## Cơ sở vật chất, trang thiết bị
- Trường Đại học Công nghệ Thông tin sử dụng khuôn viên đất là 12,3 hecta trong khu quy hoạch của ĐHQG TPHCM tại Thủ Đức, Tp.Hồ Chí Minh (đối diện khu du lịch Suối Tiên), diện tích sàn xây dựng là 93.750 m2, kinh phí là 412 tỉ VNĐ.
- Quy hoạch xây dựng gồm 7 tòa nhưng hiện nay mới chỉ có 5 tòa được xây dựng hoàn chỉnh.
- Hệ thống mạng thông tin tư liệu của ĐHQG TPHCM kết nối internet và các đơn vị thành viên của ĐHQG TPHCM trong đó có Trung tâm Phát triển CNTT, khu CNPM qua hệ thống cáp quang. Hệ thống có băng thông rộng 8MBps.
- Mạng internet được coi là mạnh nhất ĐHQG TPHCM với tốc độ lên tới 1Gbps.
- Thư viện Trường Đại học Công nghệ Thông tin có trên 10.000 tựa/40.000 số lượng bản sách các loại, 1 cơ sở dữ liệu điện tử nội sinh bao gồm giáo trình, khóa luận, luận văn, luận án. Ngoài ra Thư viện còn dùng chung nguồn tư liệu trong Hệ thống Thư viện ĐHQG TPHCM (Thư viện Trung tâm, Thư viện Trường Đại học Bách khoa, Thư viện Trường Đại học Khoa học Tự nhiên, Thư viện Trường Đại học Khoa học Xã hội và Nhân văn, Thư viện Trường Đại học Kinh tế-Luật, Thư viện Trường Đại học Quốc tế, Thư viện Trường Đại học Công nghệ Thông tin, Thư viện Trường Đại học An Giang, Thư viện Viện Môi trường-Tài nguyên), cụ thể: có thể tra cứu tài liệu chung từ 1 cổng OPAC và được mượn trả tài liệu tại tất cả các Thư viện trong Hệ thống này. Bên cạnh đó còn sử dụng chung trên 20 cơ sở dữ liệu điện tử uy tín, có bản quyền trong và ngoài nước. Thư viện còn tham gia liên kết Thư viện với Liên Chi hội thư viện đại học phái Nam (VILASAL), Mạng Thông tin Khoa học và Công nghệ Thành phố Hồ Chí Minh (STINET)
- Phòng Thí nghiệm và phòng máy thực hành

1. Phòng thí nghiệm truyền thông đa phương tiện.
2. Phòng thí nghiệm hệ thống thông tin.
3. Hệ thống các phòng thí nghiệm thực hành máy tính với cấu hình cao.
4. Hệ thống phòng học trực tuyến phục vụ giảng dạy qua mạng và hệ thống các phòng học trực tuyến đặt tại các đơn vị liên kết tại các tỉnh thành từ Bắc đến Nam.

## Phương thức tổ chức giảng dạy
Phương pháp giảng dạy đã và đang hướng đến
- Sử dụng hệ thống tín chỉ.
- Đổi mới phương pháp giảng dạy theo hướng hiện đại, đưa công nghệ trực tuyến vào giảng dạy, tổ chức các buổi thảo luận trao đổi trực tuyến qua mạng nhằm tận dụng công nghệ trực tuyến để đưa chất xám của các chuyên gia trong và ngoài nước nhanh chóng đến với sinh viên.
- Công nghệ thông tin được ứng dụng mạnh mẽ trong quá trình tổ chức đào tạo, thay đổi nội dung, phương pháp giảng dạy theo hướng hiện đại và bám sát các yêu cầu của thực tiễn, đồng thời tăng cường khả năng sử dụng tiếng Anh cho sinh viên.
- Sinh viên được cấp tài khoản truy cập hệ thống bài giảng môn học, sử dụng các hệ thống quản lý trong trường.

Cấu trúc chương trình: Chương trình được phân bố hợp lý giữa lý thuyết và thực hành, sinh viên từ năm thứ 3 có thể tham gia các đề tài nghiên cứu và chuyển giao Công nghệ.

## Nghiên cứu khoa học

### Mục tiêu phấn đấu
Là một trường thành viên của ĐHQG TPHCM, Trường phấn đấu đến năm 2020 trở thành trường trọng điểm quốc gia về nghiên cứu khoa học trong lĩnh vực CNTT-TT với các đề tài dự án quốc gia và quốc tế. Trường thành lập ít nhất 5 nhóm nghiên cứu mạnh với các công trình về CNTT-TT chuyên ngành và CNTT-TT ứng dụng, được công bố trong các tạp chí quốc tế có uy tín.
Các nghiên cứu tập trung vào việc phát huy thế mạnh của Trường và thế mạnh là trường thành viên của ĐHQG TPHCM, đáp ứng yêu cầu khoa học và ứng dụng của CNTT- TT trong 10 năm tới cũng như các yêu cầu từ thực tiễn kinh tế xã hội, an ninh quốc phòng của Việt Nam như: an toàn thông tin, khai thác dữ liệu, công nghệ tri thức, xử lý ngôn ngữ tự nhiên, công nghệ Internet thế hệ mới, dịch vụ đa phương tiện, dịch vụ đào tạo trực tuyến, GIS, thiết kế vi mạch và các hệ thống nhúng. Về công nghiệp, Trường tham gia phát triển công nghiệp phần mềm, nội dung số và dịch vụ gia công.

### Các hướng nghiên cứu chủ lực
1. Công nghệ tri thức và máy học
2. Xử lý ảnh và thị giác máy tính
3. Xử lý ngôn ngữ tự nhiên
4. Tương tác giữa người và máy
5. Kỹ thuật và phần mềm nhúng
6. Thiết kế vi mạch
7. Xử lý tín hiệu và ứng dụng
8. Truyền thông, Xử lý tín hiệu truyền thông
9. Ứng dụng mạng di động
10. An toàn và An ninh thông tin
11. Điện toán lưới và đám mây
12. Kế hoạch nguồn lực doanh nghiệp
13. Mạng xã hội
14. Thương mại điện tử
15. Phân tích kinh doanh
16. Dữ liệu Không gian và Thời gian
17. Xử lý ảnh video, multimedia
18. Phân tích hệ thống thông tin thông minh
19. Xây dựng, phát triển các giải pháp phần mềm

## Quan hệ đối ngoại
- Có mạng lưới đối tác chiến lược và nghiên cứu khoa học
- Có quan hệ mật thiết với các doanh nghiệp hàng đầu trong lĩnh vực công nghệ thông tin và truyền thông
- Có mạng lưới cựu giáo chức và cựu sinh viên mạnh

Đối tác tiêu biểu
- Trường Đại học /Viện Nghiên cứu

| STT | Tên đối tác                                                                                    | Quốc gia  |
| --- | ---------------------------------------------------------------------------------------------- | --------- |
| 1   | School of Computing and Academic Studies, British Columnia Institute of Technology (SCAS/BCIT) | Anh       |
| 2   | Birmingham City University                                                                     | Anh       |
| 3   | Wroclaw University of Technology                                                               | Ba Lan    |
| 4   | Đại học Myongji                                                                                | Hàn Quốc  |
| 5   | Soongsil University                                                                            | Hàn Quốc  |
| 6   | Oklahoma State University                                                                      | Hoa Kỳ    |
| 7   | University of Central Missouri                                                                 | Hoa Kỳ    |
| 8   | Institute of Technology Petronas SDN BHD, Universiti Teknologi Petronas                        | Malaysia  |
| 9   | Hosei University                                                                               | Nhật Bản  |
| 10  | Khoa Khoa học và Kỹ thuật, Đại học Saga (Faculty of Science and Engineering, Saga University)  | Nhật Bản  |
| 11  | Kyushu Institute of Technology                                                                 | Nhật Bản  |
| 12  | Japan Advanced Institute of Science and Technology (JAIST)                                     | Nhật Bản  |
| 13  | Faculty of Sciences and Liberal Arts, Rajamangala University of Technology Isan - RMUTI        | Thái Lan  |
| 14  | Department of Computer and System Sciences, Stockholm University                               | Thụy Điển |
| 15  | University of South Australia                                                                  | Úc        |
| 16  | Đại học Griffith                                                                               | Úc        |
| 17  | Deakin University                                                                              | Úc        |
| 18  | Trung tâm nghiên cứu và đào tạo thiết kế vi mạch, ĐHQG TPHCM                                   | Việt Nam  |
| 19  | Trung tâm đào tạo tư vấn và chuyển giao công nghệ, Viện Khoa học và công nghệ Việt Nam (VAST)  | Việt Nam  |
| 20  | Trường Đại học Kinh tế - Luật, ĐHQG TPHCM                                                      | Việt Nam  |
| 21  | Viện cơ học và tin học ứng dụng, Viện hàn lâm khoa học và công nghệ Việt Nam                   | Việt Nam  |
| 22  | Đại học Bình Dương                                                                             | Việt Nam  |
| 23  | Trường Đại học Quốc Tế, ĐHQG TPHCM                                                             | Việt Nam  |
| 24  | British International Institute                                                                | Việt Nam  |
| 25  | Trường Đại học Khoa học và Công nghệ Hà Nội                                                    | Việt Nam  |
| 26  | Trường Đại Học Kinh Tế TPHCM                                                                   | Việt Nam  |

- Doanh nghiệp

1. Axon Active Vietnam
2. CSC Vietnam
3. Global CyberSoft Vietnam
4. Nuvoton Technology Corporation - Đài Loan
5. IBM
6. Larion Computing
7. FPT Software
8. Renasas Design Vietnam
9. TMA Solutions
10. VNG
11. KMS Technology
12. Fujinet System JSC
13. ROSEN Group
14. Naver

## Gắn kết với doanh nghiệp và hỗ trợ việc làm, thực tập cho sinh viên
Mục tiêu quan trọng nhất của trường Đại học là đào tạo ra những người lao động có chất lượng chuyên môn cao, kỹ năng tốt đáp ứng yêu cầu tuyển dụng từ phía các doanh nghiệp. Nhân thấy tầm quan trọng của việc này, Trường ĐH Công nghệ Thông tin luôn đặt trọng tâm vào việc liên hệ và gắn kết với nhà tuyển dụng, doanh nghiệp.
Các hoạt động đưa doanh nghiệp đến gần với sinh viên như Ngày hội Sinh viên và Doanh nghiệp được tổ chức vào tháng 11 hàng năm (UIT Career Day 2020 có sự tham gia của 25 doanh nghiệp hoạt động trong lĩnh vực công nghệ thông tin và truyền thông với dự kiến hơn 1500 thông tin tuyển dụng thực tập, việc làm và hàng ngàn quà tặng gửi đến các bạn sinh viên tham gia), các chuyên đề đào tạo ngắn hạn - dài hạn của công ty, các buổi Hội thảo - Seminar chuyên đề về công nghệ, kỹ năng, các buổi tham quan kiến tập tại doanh nghiệp,.... thường xuyên được tổ chức.
Trường duy trì Kênh Việc làm - Thực tập trên Diễn đàn sinh viên trường, là một kênh mở cho phép các doanh nghiệp có thể tự đăng tin tuyển dụng để sinh viên có thể tiếp cận nhanh chóng và dễ dàng.
Kết quả khảo sát cựu sinh viên năm 2020 cho thấy:
- 97% sinh viên tìm được việc làm trong vòng 12 tháng sau khi tốt nghiệp, 90.1% sinh viên đã có việc làm trước khi tốt nghiệp.
- 95% cựu sinh viên được khảo sát cho rằng công việc phù hợp với chuyên môn được đào tạo
- Năm 2020, 34.2 % cựu sinh viên được khảo sát có mức thu nhập từ 10 - 15 triệu đồng/ tháng

Hàng năm, trường cũng thường xuyên khảo sát nhà tuyển dụng về chất lượng nhân lực do trường đào tạo, kết quả cho thấy: Sinh viên tốt nghiệp của trường được đánh giá cao, đáp ứng được về chuyên môn, tuy nhiên cần chú trọng thêm về Ngoại ngữ và kỹ năng (31% sinh viên tốt nghiệp đáp ứng được công việc, không cần đào tạo lại; 69% sinh viên tốt nghiệp cơ bản đáp ứng được công việc nhưng cần đào tạo thêm để phù hợp với lĩnh vực của công ty)

## Thành tích sinh viên
Các hoạt động cụ thể mà sinh viên UIT đã tham dự từ 2009 đến nay:
- Cuộc thi Sinh viên với an toàn thông tin: do Hiệp hội An Toàn Thông tin Việt Nam (Viet Nam Information Security Association – VNISA) tổ chức hàng năm để chào mừng "Ngày An toàn Thông tin (ATTT) Việt Nam". Cuộc thi quốc gia "Sinh viên với ATTT" là một cuộc thi mang tính học thuật và thực hành cao quy tụ sinh viên từ nhiều trường tham gia. Trong 2 năm gần đây, hình thức thi đấu của cuộc thi này theo hình thức CTF-Capture The Flag của quốc tế với mức độ khó ngày càng tăng cao. Tham gia cuộc thi này, Sinh viên UIT liên tục vô địch kể từ khi tham gia cuộc thi đến 2015, năm 2016 UIT đạt giải nhì và ba
- Cuộc thi Olympic Tin học Sinh viên Việt Nam (OLP): do Hội Tin học Việt Nam tổ chức hằng năm dành cho các bạn sinh viên đến từ các trường Đại học Việt Nam. Cuộc thi giúp nuôi dưỡng niềm đam mê công nghệ thông tin trong sinh viên và thúc đẩy các hoạt động của cộng đồng sinh viên Việt Nam
- Hội thi Tin học trẻ (YIF): là cuộc thi dành cho các bạn sinh viên yêu thích về công nghệ thông tin
- Cuộc thi lập trình di động ‘Mobile Innovation Challenge’ 2013: do tổ chức mLab Đông Á thực hiện. Cuộc thi đã tạo cơ hội cho các bạn sinh viên đưa sáng kiến của mình để lập trình những ứng dụng trên các thiết bị di động.
- Giải thưởng Công nghệ Thông tin &Truyền thông do Ủy ban Nhân dân Thành phố Hồ Chí Minh tổ chức: giải thưởng này được trao hằng năm kể từ năm 2008 để vinh danh các cá nhân và tổ chức đã có những đóng góp về công nghệ thông tin tại Việt Nam.
- Hội nghị Khoa học trẻ UIT do Trường Đại học Công nghệ Thông tin tổ chức hằng năm, là diễn đàn để các bạn sinh viên UIT tham gia nghiên cứu khoa học.
- Các giải thưởng tiêu biểu đã đạt được qua các năm:

| 11/2023 | Giải Nhất cuộc thi ASEAN Cyber Shield (ACS) 2023                                                                                  |
| 11/2023 | Giải Nhất, Giải Nhì cuộc thi Sinh viên với An toàn Thông tin ASEAN 2023                                                           |
| 5/2022  | Đội Olympic Toán Sinh Viên UIT đạt 2 Huy Chương Vàng - môn Giải Tích và Đại Số                                                    |
| 3/2022  | Giải nhất khối chuyên Tin Kỳ thi Olympic Tin học Sinh Viên Việt Nam 2021                                                          |
| 3/2022  | Cúp đồng Khối Siêu cúp Kỳ thi Olympic Tin học Sinh Viên Việt Nam 2021                                                             |
| 3/2022  | Giải Nhì Kỳ thi ICPC Asia HaNoi 2021                                                                                              |
| 12/2020 | Giải Ba Kỳ thi ICPC khu vực miền Nam Việt Nam                                                                                     |
| 12/2020 | Giải Ba Khối Siêu cúp Kỳ thi Olympic Tin học Sinh viên Việt Nam 2020                                                              |
| 12/2020 | Giải Nhì, Giải Ba, Giải Khuyến khích Khối Chuyên tin Kỳ thi Olympic Tin học Sinh viên Việt Nam 2020                               |
| 12/2020 | Giải Nhì, Giải Ba, Giải Khuyến khích Kỳ thi ICPC VietNam Online 2020                                                              |
| 12/2020 | Giải Nhì, Giải Ba Kỳ thi ICPC Asia CanTho 2020                                                                                    |
| 12/2020 | Giải Ba vòng chung kết toàn quốc cuộc thi Tuổi trẻ học tập và làm theo tư tưởng, đạo đức, phong cách Hồ Chí Minh năm 2020         |
| 12/2020 | Giải Ba cuộc thi Olympic Vi điện tử quốc tế 2020 (Annual International Microelectronics Olympiad - AMO)                           |
| 07/2020 | Giải nhì phần thi "ý tưởng sáng tạo" cuộc thi "Ứng dụng công nghệ số trong tuyên truyền, giáo dục an toàn giao thông"             |
| 07/2020 | Giải ba phần thi "Sản Phẩm Sáng Tạo" của cuộc thi "Ứng dụng công nghệ số trong tuyên truyền, giáo dục an toàn giao thông          |
| 12/2019 | Thí sinh được yêu thích nhất cuộc thi "Hoa khôi du lịch Đồng Nai 2019"                                                            |
| 12/2019 | Giải Nhì, giải Ba kỳ thi OLP Tin học Sinh viên Việt Nam và ICPC Asia Danang 2019                                                  |
| 11/2019 | Giải nhì cuộc thi Sinh viên với An toàn Thông tin ASEAN năm 2019                                                                  |
| 10/2019 | Giải nhì cuộc thi Micro Vàng 2019 do Đài tiếng nói nhân dân Tp.HCM tổ chức                                                        |
| 10/2019 | Bài báo khoa học tại hội nghị PACLING 2019, 10/2019, Hanoi                                                                        |
| 8/2019  | Bài báo khoa học tại Hội nghị Quốc tế về Mạng công nghiệp và Các hệ thống thông minh (INISCOM2019)                                |
| 5/2019  | Phát Triển Hợp Đồng Mua Bán Thông Minh Trên Thiết Bị Di Động Bằng Công Nghệ Blockchain, Hội nghị Khoa học trẻ và Nghiên cứu sinh  |
| 4/2019  | Đội Olympic Toán sinh viên UIT đạt 01 HUY CHƯƠNG VÀNG (Giải nhất) - môn Giải tích và nhiều huy chương khác                        |
| 4/2019  | Huy chương Vàng kỳ thi Olympic toán học toàn quốc năm 2019                                                                        |
| 3/2019  | Bài báo khoa học tại Hội nghị Quốc Tế IEEE RIVF2019                                                                               |
| 11/2018 | Bài báo khoa học tại hội nghị quốc tế KSE 2018 và NICS 2018                                                                       |
| 10/2018 | Giải Khuyến Khích tại cuộc thi IoT Startup 2018                                                                                   |
| 8/2018  | Bài báo khoa học tại Hội nghị Quốc tế về Mạng công nghiệp và Các hệ thống thông minh (INISCOM2018)                                |
| 5/2018  | Đội FOOCO_khoa CNPM đạt giải nhì cuộc thi Game UIT Hackathon 2018                                                                 |
| 4/2018  | Đội Olympic Toán sinh viên UIT đạt Huy chương Vàng, Bạc, Đồng                                                                     |
| 4/2018  | Huy chương vàng, huy chương bạc và 4 huy chương đồng cuộc thi Olympic Toán sinh viên toàn quốc                                    |
| 11/2017 | Giải Khuyến khích tại cuộc thi Bình Dương Smart City Hackathon 2017                                                               |
| 9/2017  | Bài báo khoa học tại Hội nghị Quốc tế về Mạng công nghiệp và Các hệ thống thông minh (INISCOM2017)                                |
| 4/2017  | 01 Huy chương Đồng (Giải ba) môn Đại số và 01 Giải Khuyến khích môn Giải tích Kỳ thi Olympic Toán sinh viên và học sinh Toàn quốc |
| 4/2016  | 01 Huy chương Đồng (Giải ba) môn Đại số Kỳ thi Olympic Toán sinh viên và học sinh Toàn quốc                                       |
| 11/2015 | Vô địch cuộc thi Cyber Sea Game năm 2015                                                                                          |
| 8/2015  | Giải nhất cuộc thi Vietnam Hackademics 2015                                                                                       |
| 6/2015  | Giải nhất cuộc thi An toàn Thông tin năm 2015                                                                                     |